# George Adams Leland
Pour les articles homonymes, voir George Adams (homonymie), Adams et Leland.
George Adams Leland, né le 7 septembre 1850 à Boston dans le Massachusetts et décédé le 17 mars 1924 dans cette même ville, est un médecin et pédagogue américain qui est conseiller étranger au Japon pendant l'ère Meiji. Il contribue au développement de l'éducation physique et sportive dans le cursus scolaire japonais.

## Biographie
Leland est né en 1850 à Boston, dans le Massachusetts. Il fait des études au Amherst College puis étudie la médecine à la Harvard Medical School d'où il sort diplômé en 1878. Le Amherst College a de fortes relations avec l'école d'agriculture de Sapporo au Japon du fait de la visite du vice-ministre de l'Éducation lors de la mission Iwakura en 1871 et qui revient régulièrement entre 1874 et 1877 pour étudier le système scolaire américain dans le but de moderniser et d'occidentaliser le système éducatif de l'empire du Japon. Il rencontre le président d'Amherst, Julius Hawley Seelye, pour obtenir des conseils. Il se rend également à l'exposition universelle de 1876 à Philadelphie, à la suite de quoi il présente un rapport au gouvernement japonais faisant l'éloge de l'éducation physique du Amherst College comparée à celle alors en usage au Japon qui est basée sur des exercices de type militaires.
Seelye recommande Leland, qui est ainsi embauché comme conseiller étranger auprès du gouvernement de Meiji, et arrive au Japon le 6 septembre 1878. Après une tournée d'études de plusieurs écoles, il met en place un centre d'enseignement de l'éducation physique avec deux niveaux de formations, un cursus difficile de gymnastique pour les athlètes et un cursus léger pour les femmes et les enfants, avec l'utilisation d'haltères et l'introduction de sports comme le croquet, le criquet et le baseball. Sa première classe de 21 professeurs d'éducation physique est diplômée en 1881. Le contrat de Leland n'est pas réitéré pour des raisons financières, et il quitte le Japon le 31 juillet 1881.
Bien que l'enseignement sportif de Leland soit abrogé en avril 1886, ses visions et techniques sont adoptées par les lycées japonais et continuent d'être utilisées aujourd'hui.
Après son départ du Japon, Leland voyage en Europe puis retourne à Boston octobre 1882, où il ouvre un cabinet médical, et développe des programmes de gymnastique pour la YMCA. Il devient président de la société américaine des spécialistes oreilles-nez-gorge en 1912, professeur émérite à la Dartmouth Medical School en 1914 puis chirurgien sénior au Boston City Hospital.
En 1919, le gouvernement japonais décore Leland de l'ordre du Soleil levant (4e classe). Leland meurt à Boston en 1924.